# تورو مينيغيشي
تورو ماينغيشي (باليابانية: 峰岸 透)، من مواليد 1975م، موسيقار لعبة فيديو ياباني، شارك في عمل صوتي وموسيقي لسلاسل أسطورة زيلدا.